# Насибулин, Владислав Олегович
Владисла́в Оле́гович Насибулин (укр. Владислав Олегович Насібулін; род. 6 июля 1989, Дебальцево, Донецкая область) — украинский футболист, полузащитник клуба «Олимпия».

## Биография

### Клубная карьера
В ДЮФЛ выступал за донецкие «Металлург» и «Шахтёр». В 2006 году начал выступать за «Шахтёр-3» во Второй лиге Украины. В команде дебютировал 6 августа 2006 года в домашнем матче против красноперекопского «Химика» (1:2), Насибулин начал матч в основе, но на 76 минуте был заменён на Александра Касьяна. В феврале 2009 года на турнире Кубок Крымтеплицы Владислава Насибулина назвали — лучшим нападающим турнира, а «Шахтёр-3» по итогам турнира дошёл до финала где проиграл молдавской «Олимпии» (1:1, по пен. 4:5). Всего за «Шахтёр-3» он провёл 69 матчей и забил 12 голов. В 2009/10 вместе с дублем завоевал серебряные медали в молодёжном первенстве Украины, «Шахтёр» уступил лишь львовским «Карпатам».
Летом 2010 года перешёл на правах аренды в мариупольский «Ильичёвец», где главным тренером был Илья Близнюк. В Премьер-лиге Украины дебютировал 6 августа 2010 года в домашнем матче против запорожского «Металлурга» (0:0), Насибулин вышел на 61 минуте вместо Игоря Тищенко. В 2012 году перешёл в кировоградскую «Звезду».

### Карьера в сборной
19 сентября 2005 года провёл свой единственный гол за сборную Украины до 17 лет против Бельгии (2:0).

## Достижения
- Серебряный призёр молодёжного чемпионата Украины: 2009/10